# Шёнбек, Флориан
Флориан Шёнбек (нем. Florian Schönbeck; род. 13 января 1974, Мюнхен) — немецкий легкоатлет, специалист по многоборьям. Выступал за сборную Германии по лёгкой атлетике в 1999—2004 годах, победитель Кубка Европы в командном зачёте, двукратный чемпион Германии в десятиборье, участник летних Олимпийских игр в Афинах.

## Биография
Флориан Шёнбек родился 13 января 1974 года в Мюнхене. Проходил подготовку в легкоатлетическом клубе в городе Регенсбург.
Впервые заявил о себе в лёгкой атлетике на взрослом международном уровне в сезоне 1999 года, когда вошёл в состав немецкой национальной сборной и выступил на Кубке Европы по легкоатлетическим многоборьям в Праге — занял здесь шестое место в личном зачёте и помог своим соотечественникам выиграть серебряные медали мужского командного зачёта.
В 2000 году впервые стал чемпионом Германии в десятиборье, на соревнованиях в Везеле установил свой личный рекорд в данной дисциплине — 8127 очков. На последовавшем Кубке Европы в Оулу был восьмым и четвёртым в личном и командном зачётах соответственно.
В 2001 году с результатом в 7891 очко занял 11-е место на международных соревнованиях Hypo-Meeting в Австрии.
На чемпионате Германии 2002 года вновь превзошёл всех соперников в десятиборье и завоевал ещё одну золотую медаль. Принимал участие в Кубке Европы в Быдгоще — финишировал четвёртым в личном зачёте и выиграл командный зачёт.
Благодаря череде удачных выступлений удостоился права защищать честь страны на летних Олимпийских играх 2004 года в Афинах — набрал в сумме всех дисциплин десятиборья 8077 очков, расположившись в итоговом протоколе соревнований на 12-й строке.
После афинской Олимпиады Шёнбек больше не показывал сколько-нибудь значимых результатов в лёгкой атлетике на международной арене.